# Jean-Henri Chambois
Jean-Henri Chambois est un comédien français né le 8 mai 1908 à Malaga et mort le 11 janvier 1997 à Saint-Cloud.

## Biographie
Spécialisé dans le doublage, il a entre autres prêté sa voix à Basil Rathbone dans toute la série des Sherlock Holmes (sauf Le Chien des Baskerville) et au capitaine Crochet dans les deux versions françaises de Peter Pan (1953, puis 1992), à Edgar dans les Aristochats, au magistrat Carlos Galindo dans Zorro, ainsi qu'au personnage de Cass Casey dans Lucky Luke.
Il doubla Charlie Chaplin dans le dernier film de celui-ci, où l'acteur fait une courte apparition.

## Théâtre
- 1932 : L'Âge du fer de Denys Amiel, Comédie-Française
- 1944 : Le Dîner de famille de Jean Bernard-Luc, mise en scène Jean Wall, théâtre de la Michodière
- 1948 : Les Œufs de l'autruche d'André Roussin, mise en scène Pierre Fresnay, théâtre de la Michodière
- 1951 : Marie Stuart de Friedrich von Schiller, mise en scène Raymond Hermantier, théâtre de l'Humour
- 1952 : Beau Sang de Jules Roy, mise en scène Raymond Hermantier, théâtre de l'Humour
- 1952 : Le Cocotier de Jean Guitton, mise en scène Paule Rolle, théâtre du Gymnase
- 1954 : Faites-moi confiance de Michel Duran, mise en scène Jean Meyer, théâtre du Gymnase
- 1955 : Les Œufs de l'autruche d'André Roussin, mise en scène Pierre Fresnay, théâtre de la Michodière
- 1955 : Les Petites Têtes de Max Régnier, mise en scène Fernand Ledoux, théâtre Michel
- 1957 : Histoire de rire d'Armand Salacrou, mise en scène Jean Meyer, théâtre des Célestins
- 1958 : La Bonne Soupe de Félicien Marceau, mise en scène André Barsacq, théâtre du Gymnase
- 1960 : L’Étouffe-chrétien de Félicien Marceau, mise en scène André Barsacq, théâtre de la Renaissance
- 1960 : Histoire de rire d'Armand Salacrou, mise en scène Jean Meyer, théâtre de la Madeleine
- 1961 : Spéciale Dernière de Ben Hecht et MacArthur, mise en scène Pierre Mondy, théâtre de la Renaissance
- 1966 : La Fin du monde de Sacha Guitry, mise en scène Jean-Pierre Delage, théâtre de la Madeleine
- 1967 : L'Alouette de Jean Anouilh, mise en scène Jean Anouilh et Roland Piétri, théâtre de Paris
- 1972 : La Claque de et mise en scène André Roussin, théâtre de la Michodière

## Filmographie

### Cinéma
- 1932 : Chouchou poids plume de Robert Bibal
- 1935 : Roses noires de Paul Martin et Jean Boyer
- 1937 : Maman Colibri de Jean Dréville : Soubrian
- 1941 : Le Briseur de chaînes de Jacques Daniel-Norman : Léonard
- 1949 : La Soif des hommes de Serge de Poligny
- 1952 : Les Amants de Tolède d'Henri Decoin
- 1955 : Le Couteau sous la gorge de Jacques Séverac : Deville
- 1956 : L'Homme aux clés d'or de Léo Joannon
- 1961 : Alerte au barrage de Jacques Daniel-Norman
- 1962 : Le Glaive et la Balance d'André Cayatte
- 1962 : Les Bonnes Causes de Christian-Jaque : le doyen de la cour)
- 1962 : Les Veinards, sketch Le Repas gastronomique de Jean Girault : le directeur du restaurant
- 1963 : L'Honorable Stanislas agent secret de Jean-Charles Dudrumet
- 1964 : La Vie conjugale d'André Cayatte : le président
  - Jean-Marc ou la Vie conjugale - 1er volet du diptyque
  - Françoise ou la Vie conjugale - 2e volet du diptyque
- 1965 : De l'assassinat considéré comme un des beaux-arts de Maurice Boutel
- 1965 : Quand passent les faisans d'Édouard Molinaro : un homme escroqué
- 1966 : Trois enfants dans le désordre de Léo Joannon : le juge d'instruction
- 1968 : Les Gros Malins de Raymond Leboursier : le commissaire
- 1968 : Emmanuelle, l'amour au féminin de Jean-Gabriel Albicoco - court métrage
- 1969 : Une veuve en or de Michel Audiard
- 1969 : L'Arbre de Noël de Terence Young
- 1970 : Le Cœur fou de Jean-Gabriel Albicoco
- 1970 : Alyse et Chloé de René Gainville : le client important
- 1972 : Le Dingue de Daniel Daert
- 1982 : J'ai épousé une ombre de Robin Davis : le médecin de famille

### Télévision
- 1957 : En votre âme et conscience, épisode : L'affaire Sarret-Schmidt de Jean Prat
- 1961 : La caméra explore le temps - épisode #1.19 : Le drame de Sainte-Hélène :  Amiral Cockburn
- 1964 : La caméra explore le temps - épisode #1.31 : Mata Hari : L'ambassadeur de Margerie
- 1965 : Les Saintes chéries de Jean Becker et Maurice Delbez :
  - 1965 : Ève et son mari dans le rôle de Mr Chambois
  - 1965 à 1970  - 6 épisodes dans le rôle de Mr Rimbert
- 1965 : Thierry la Fronde - épisode #3.7 : Les Tuchins (feuilleton télévisé) : Le comte de Blois
- 1972 : Les Cinq Dernières Minutes, épisode Chassé-croisé de Claude Loursais
- 1973 : Du plomb dans la tête de Roger Dallier
- 1974–1976 : Le Palais bleu (de) de Rainer Erler (de)

## Doublage

### Cinéma

#### Films
- Basil Rathbone dans :
  - La Voix de la terreur (1942) : Sherlock Holmes
  - Sherlock Holmes et l'Arme secrète (1943) : Sherlock Holmes
  - Sherlock Holmes à Washington (1943) : Sherlock Holmes
  - Échec à la mort (1943) : Sherlock Holmes
  - La Griffe sanglante (1944) : Sherlock Holmes
  - La Perle des Borgias (1944) : Sherlock Holmes
  - La Femme aux araignées (1944) : Sherlock Holmes
  - La Maison de la peur (1945) : Sherlock Holmes
  - La Femme en vert (1945) : Sherlock Holmes
  - Mission à Alger (1945) : Sherlock Holmes
  - Le Train de la mort (1946) : Sherlock Holmes
  - La Clef (1946) : Sherlock Holmes
- Fernando Rey dans :
  - Les Titans (1961) : le grand prêtre
  - La Chevauchée des Outlaws (1962) : Don Hernán
  - Le Fils d'un Hors-la-loi (1965) : Don Pedro Fortuna
  - Navajo Joe (1966) : Révérend Rattigan
  - Trinita voit rouge (1970) : Don Antonio
  - Une bonne planque (1972) : Jefe médico
  - Le Témoin à abattre (1973) : Cafiero
  - Le Voyage des damnés (1976) : le président Bru
  - Le Grand Embouteillage (1978) : Carlo
- Keenan Wynn dans :
  - Un trou dans la tête (1959) : Jerry Marks
  - Monte là-d'ssus (1961) : Alonzo P. Hawk
  - Après lui, le déluge (1963) : Alonzo P. Hawk
  - La Diligence partira à l'aube (1964) : Ross Sawyer
  - Le Flingueur (1972) : Harry McKenna
  - 3 Étoiles, 36 Chandelles (1972) : Martin Ridgeway
  - Le Nouvel Amour de Coccinelle (Herbie Rides Again) : Alonzo Hawk
- Karl Malden dans :
  - Pollyanna (1960) : le révérend Paul Ford
  - La Vengeance aux deux visages (1961) : Dad Longworth
  - Le Prisonnier d'Alcatraz (1962) : Harvey Shoemaker
  - Nevada Smith (1966) : Tom Fitch
  - L'Honorable Griffin (1967) : Juge Higgins
  - Un cerveau d'un milliard de dollars (1967) : Leo Newbigen
  - El Gringo (1968) : Doc Morton
- Fred MacMurray dans :
  - Ouragan sur le Caine (1954) : le lieutenant Thomas « Tom » Keefer
  - Les femmes mènent le monde (1954) : Sid Burns
  - Du plomb pour l'inspecteur (1954) : Paul Sheridan
  - La Mousson (1955) : Thomas Ransome
  - Le Plus Heureux des milliardaires (1967) : Anthony J. Drexell Biddle
- Ian Hunter dans :
  - Docteur Jekyll et M. Hyde (1941) : Dr John Lanyon
  - Le Secret de Monte-Cristo (1961) : le colonel Wilfrid Jackson
  - Kali Yug, déesse de la vengeance (1963) : le gouverneur
  - Le Mystère du temple hindou (1963) : le gouverneur
- Frank Ferguson dans :
  - Pris au piège (1949) : Dr Hoffman
  - Feu sans sommation (1964) : Dan Evans
  - Le Massacre des sioux (1965) : le général Alfred Howe Terry
- Jim Davis dans :
  - La Captive aux yeux clairs (1952) : Streak
  - Monte Walsh (1970) : Cal Brennan
  - Big Jake (1971) : l'homme dirigeant la pendaison de Shepherd
- Cesar Romero dans :
  - Vera Cruz (1954) : le marquis Henri de Labordère
  - Rendez-vous sur l'Amazone (1955) : Manuel Silvera / « El Gato » / Barbossa
  - Les Inséparables (1965) : Miguel Santos
- Phil Silvers dans :
  - Des ennuis à la pelle (1962) : Bernie Friedman
  - Un monde fou, fou, fou, fou (1963) : Otto Meyer
  - Le Forum en folie (1966) : Marcus Lycus
- Robert Morley dans :
  - Le Cher Disparu (1965) : Sir Ambrose Ambercrombie
  - Chauds, les millions (1968) : Caesar Smith
  - L'Ange et le Démon (1970) : le juge Roxburgh
- Georges Renavent dans :
  - La Charge de la brigade légère (1936) : le général Canrobert
  - L'Inconnu du Nord-Express (1951) : M. Darville
- Reginald Gardiner dans :
  - La Folle Ingénue (1946) : Hilary Ames
  - M. Hobbs prend des vacances (1962) : Reggie McHugh
- Vincent Price dans :
  - Les Trois Mousquetaires (1948) : le Cardinal de Richelieu
  - La Nuit de tous les mystères (1959) : Frederick Loren
- Robert Foulk dans :
  - La Fureur de vivre (1955) : Gene, le policier
  - Mon homme Godfrey (1957) : le motard
- Cecil Parker dans :
  - À vingt-trois pas du mystère (1956) : Bob Matthews
  - Lady L. (1965) : Sir Percy
- Cyril Shaps dans :
  - Police internationale (1957) : le gardien de prison
  - L'Ennemi silencieux (1958) : Miguel
- Arthur O'Connell dans :
  - L'Homme de l'Ouest (1958) : Sam Beasley
  - L'Aventure du Poséidon (1972) : Chaplain John
- George Coulouris dans :
  - Les Pirates de la nuit (1961) : François Lejeune
  - Le Crime de l'Orient-Express (1974) : Dr Constantine
- Claudio Gora dans :
  - Le Mercenaire (1962) : le conseiller Leoni
  - Cinq Hommes armés (1969) : Manuel Esteban
- Melvyn Douglas dans :
  - Les Jeux de l'amour et de la guerre (1964) : l'amiral William Jessup
  - Le Bataillon des lâches (1964) : le colonel Claude Brackenbury
- Gabriele Ferzetti dans :
  - Il était une fois dans l'Ouest (1968) : Morton
  - Rome comme Chicago (1968) : le commissaire
- Alberto Morin dans :
  - Les Feux de l'enfer (1968) : le général López
  - Sierra torride (1970) : le général LeClaire
- Dennis Price dans :
  - Un Beatle au paradis (1969) : Winthrop
  - Les Sévices de Dracula (1971) : Dietrich
- Edward Andrews dans :
  - Tora ! Tora ! Tora ! (1970) : l'amiral Harold Stark
  - Avanti! (1972) : J.J. Blodgett
- Ray Milland dans :
  - Love Story (1970) : Oliver Barrett III
  - Oliver's Story (1978) : Oliver Barrett III
- José Nieto dans : 
  - Les Aventures extraordinaires de Cervantes  (1967) :  l'oncle de Carlos
  - Catlow  (1971) : le général
- Michael Hordern dans :
  - Le Joueur de flûte (1972) : Melius
  - Théâtre de sang (1973) : George William Maxwell
- 1935[2] : Capitaine Blood : le capitaine Gardner (Holmes Herbert) et un officier français (Frank Puglia)
- 1935 : L'Homme au fusil : un citoyen de la réunion dans la grange[Qui ?]
- 1935[3] : Bons pour le service : Me James S. Miggs (David Torrence)
- 1939 : Zorro et ses légionnaires : Manuel Gonzales (Edmund Cobb)
- 1939 : Les Quatre Plumes blanches : l'ex-lieutenant Harry Faversham (John Clements)
- 1939[4] : Tarzan trouve un fils : Sir Thomas Lancing (Henry Stephenson)
- 1940[5] : Une femme dangereuse : Peter Haig (Paul Hurst)
- 1942 : Cinquième Colonne : voix secondaires
- 1944 : L'Odyssée du docteur Wassell : un commandant anglais[Qui ?]
- 1944 : Trente Secondes sur Tokyo (Thirty Seconds Over Tokyo) de Mervyn LeRoy : 'Jig' White (Robert Bice)
- 1945 : La Vallée du jugement : Paul Scott (Gregory Peck)
- 1946 : Duel au soleil : M. Langford (Otto Kruger)
- 1947 : Les Conquérants d'un nouveau monde : le capitaine Steele (Henry Wilcoxon)
- 1948 : Le Réveil de la sorcière rouge : le capitaine Wilde Youngeur (Grant Withers)
- 1948 : Le Voleur de bicyclette : Marco (Giulio Battiferri)
- 1948[6] : L'Enfer de la corruption : Johnson (Tim Ryan)
- 1948 : Les Chaussons rouges : Livingstone « Livy » Montagne (Esmond Knight)
- 1948 : Le Justicier de la Sierra : Juan (Charles La Torre)
- 1949 : Le Fantôme de Zorro : Moccasin (George J. Lewis)
- 1949 : La Belle Aventurière (The Gal Who Took the West) de Frederick de Cordova : Hawley (James Millican)
- 1949 : El Paso, ville sans loi : Bert Donner (Sterling Hayden)
- 1949 : L'Atlantide : Lindstrom (Alan Nixon)
- 1949 : Le Chevalier mystérieux : le chef de la Police (Guido Notari)
- 1950 : Chaînes du destin : Bill Harkness (John Lund)
- 1950 : Le Grand Alibi : Freddie Williams (Hector MacGregor)
- 1950 : La Révolte des dieux rouges : Pierre Duchesne (Peter Coe)
- 1950 : Winchester '73 : le shérif Noonan (Ray Teal) (1er doublage)
- 1950 : Quand la ville dort : un reporter[Qui ?]
- 1950 : Les Cadets de West Point : M. Jocelyn (Jerome Cowan)
- 1950 : La Femme aux chimères : le contrebassiste noir de l'orchestre de Galba[Qui ?]
- 1950 : Francis, le mulet qui parle : le général Stevens (John McIntire)
- 1950 : L'Esclave du gang : le speaker à la radio (Don Forbes) et le patron de la firme[Qui ?]
- 1950 : Harvey : Wilson, l'employé du sanatorium (Jesse White)
- 1950 : C'étaient des hommes : le barman (Sherry Hall)
- 1951 : Pandora : Juan « Juanito » Montalvo (Mario Cabré)
- 1951 : Une place au soleil : l'acteur jouant dans le film projeté au cinéma[Qui ?]
- 1951 : L'Ange des maudits : le shérif au foulard vert (Emory Parnell)
- 1951 : La Chose d'un autre monde : le lieutenant Ken « Mac » MacPherson (Robert Nichols)
- 1951 : Show Boat : Dabney (Louis Mercier)
- 1951 : Espionne de mon cœur : Henderson (John Archer)
- 1951 : Quand les tambours s'arrêteront : Chaco (Chinto Guzman)
- 1951[7] : Zorro le diable noir : Douglas Stratton (Roy Barcroft)
- 1951 : Échec au hold-up : l'employé accompagné de son collègue Charlie[Qui ?]
- 1952 : Au pays de la peur : le barman (G. Pat Collins)
- 1952 : Chantons sous la pluie : l'agent de Police hélé par Kathy Selden (Robert Williams)
- 1952 : L'Expédition du Fort King : le sergent Magruder (Lee Marvin)
- 1952 : Les Affameurs : Tom Hendricks (Howard Petrie)
- 1952 : Le Fils de Géronimo : le docteur (Jim Hayward) et un soldat[Qui ?]
- 1952 : Le Grand Secret : le major William « Bill » Uanna (James Whitmore)
- 1952 : Ivanhoé : le premier maréchal de Lice[Qui ?]
- 1952 : Barbe-Noire, le pirate : Pierre La Garde (Anthony Caruso)
- 1952 : Un si doux visage : le docteur au chevet de Catherine (Herbert Lytton)
- 1952 : La Première Sirène : le cinéaste (Willis Bouchey)
- 1952 : Le Fils d'Ali Baba : le capitaine Baka (Henry Corden)
- 1952 : La Peur du scalp : Hawkfeather (Stuart Randall)
- 1952 : Les Bagnards de Botany Bay : le gouverneur de la prison de Newgate (Tudor Owen)
- 1952 : Capitaine sans loi : Greene (John Dierkes)
- 1952 : Scaramouche : Périgore de Paris (Richard Hale)
- 1952 : Histoire de trois amours : Thomas Clayton Campbell Sr. (Hayden Rorke)
- 1953 : Le Déserteur de Fort Alamo : un défenseur de Fort Alamo[Qui ?]
- 1953 : Quand la marabunta gronde : le gouverneur Clayton (William Conrad)
- 1953 : La Guerre des mondes : le professeur McPherson (Edgar Barrier)
- 1953 : Les Chevaliers de la Table ronde : un des deux écuyers du chevalier vert[Qui ?]
- 1953 : L'aventure est à l'ouest : le général Stand Watie (Glenn Strange)
- 1953 : Les Rats du désert : le capitaine Currie (Michael Pate)
- 1953 : Aventure dans le Grand Nord : le capitaine Turner (Frank Fenton)
- 1953 : La Tunique : le capitaine de la galère à destination de la Palestine (Sam Gilman)
- 1953 : Houdini le grand magicien : le fabricant moustachu du cuirasse d'acier[Qui ?]
- 1953 : La Taverne des révoltés : le maire Nichols (Herbert Deans)
- 1954 : Je suis un aventurier : un chercheur d'or[Qui ?]
- 1954 : Ali Baba et les Quarante Voleurs : Abdel, le chef des brigands (Dieter Borsche)
- 1954 : Écrit dans le ciel : Tim Garfield (Regis Toomey)
- 1954 : La poursuite dura sept jours : le capitaine Forsythe (Gregg Barton)
- 1954 : L'Aigle solitaire : l'officier dans le hall d'entrée de la Maison-Blanche (Frank Gerstle)
- 1954 : La Brigade héroïque : la sentinelle de Fort Walsh[Qui ?]
- 1954 : Les Gens de la nuit : Eddie Whitby (Paul Carpenter)
- 1954 : La Patrouille infernale : le major Scott (John Doucette)
- 1954 : Le Tigre de Malaisie : le gouverneur[Qui ?]
- 1954[8] : Une femme qui s'affiche : Dr Manning (Melville Cooper)
- 1954 : Les Géants du cirque : l'opérateur radio du central de Police[Qui ?]
- 1954 : Senso : le comte Serpieri (Heinz Moog)
- 1954 : Le Roi des îles : l'armateur espagnol (Paul Picerni)
- 1954 : Phffft! : Steve (Jerry Hausner) et Rick Vidal (Donald Curtis)
- 1955 : Dossier secret : le maître d'hôtel téléphonant au cuisinier[Qui ?]
- 1955 : Sissi : le comte Graf Arco (Egon von Jordan)
- 1955 : Les Survivants de l'infini : Monitor (Douglas Spencer)
- 1955 : Le Brave et la Belle : Emiliano (Anthony Caruso)
- 1955 : Le Trésor de Pancho Villa : le commandant (Carlos Múzquiz)
- 1955 : Le Renard des océans : Bachman (Peter Whitney)
- 1955 : Les Briseurs de barrages : un des observateurs (Hugh Moxey) et la voix off du speaker de la BBC (Frank Phillips)
- 1955 : Le Grand Chef : Red Cloud (Morris Ankrum)
- 1955 : Les Îles de l'enfer : Paul Armand (Arnold Moss)
- 1955 : La Guerre privée du major Benson : le colonel Marvin (Russell Gaige)
- 1955 : La Colline de l'adieu : Vicente, le directeur de l'hôtel (Salvador Baguez)
- 1955[9] : Fort Yuma : le général Crook (Addison Richards)
- 1955 : Mon premier amour : Oncle Udo (Peter Lühr)
- 1955 : Davy Crockett, roi des trappeurs : le président du Congrès[Qui ?]
- 1955 : Dix hommes à abattre : Hermando (Alfonso Bedoya) et le mexicain retenant Howard Stewart (Julian Rivero)
- 1956 : Géant : un conseiller de Jett Rink[Qui ?]
- 1956 : Moby Dick : le capitaine Gardiner (Francis De Wolff)
- 1956 : La Prisonnière du désert : Emilio Gabriel Fernandez y Figueroa (Antonio Moreno)
- 1956 : Le Chanteur de Mexico : Martínez (Manolo Morán)
- 1956 : Safari : Sir Vincent Brampton (Roland Culver)
- 1956 : La Bataille du Rio de la Plata : Manolo (Christopher Lee)
- 1956 : L'Homme qui en savait trop : Val Parnell (Alan Mowbray)
- 1956 : Les Aventures de Till l'Espiègle : Bras d'Acier (Erwin Geschonneck)
- 1956 : L'Énigmatique Monsieur D : Jones (Lauritz Falk)
- 1956 : Une Cadillac en or massif : John T. « Jack » Blessington (John Williams)
- 1956 : Derrière le miroir : Dr Ruric (Roland Winters)
- 1956 : Attaque : le soldat Johnson[Qui ?]
- 1956 : Coup de fouet en retour : Tom, le contremaître du major Carson[Qui ?]
- 1956[10] : Les Années sauvages : Gif Lessing (Chubby Johnson)
- 1957 : L'Homme qui rétrécit : Dr Thomas Silver (Raymond Bailey)
- 1957 : Un roi à New York : le journaliste de la station TV KXPA[Qui ?]
- 1957 : Le soleil se lève aussi : Juanito Montoya (Carlos Múzquiz)
- 1957 : Les espions s'amusent : M. Simpson (Denver Pyle)
- 1957 : Les Plaisirs de l'enfer : le juge (Tom Greenway)
- 1957 : Le Fort de la dernière chance : Tortilla (Nestor Paiva)
- 1957 : Prisonnière des martiens : Dr Svenson (George Furness)
- 1958 : Le Gaucher : Morton (Robert Griffin)
- 1958 : La Forêt interdite : Aaron Nathanson (George Voskovec)
- 1958 : Les Boucaniers : l'inspecteur des douanes Phipps (Onslow Stevens)
- 1958 : De la Terre à la Lune : Morgana (Henry Daniell)
- 1958 : Le Kid en kimono : le sergent de l'Armée de l'air à l'accueil (Michael Ross)
- 1958 : Taxi, Roulotte et Corrida : un douanier espagnol[Qui ?]
- 1958 : L'Aventurier du Texas : Nacho (Nacho Galindo)
- 1958 : Inspecteur de service : le procureur contre Bannister (John Le Mesurier)
- 1958 : 10, rue Frederick : Paul Donaldson (John Emery)
- 1958 : Le vent ne sait pas lire : le brigadier-général (Anthony Bushell)
- 1959 : Autopsie d'un meurtre : Mitch Lodwick (Brooks West)
- 1959 : Notre agent à La Havane : le capitaine Segura (Ernie Kovacs)
- 1959 : L'Aventurier du Rio Grande : Cipriano Castro (Pedro Armendáriz)
- 1959 : Caltiki, le monstre immortel : Pr Rodriguez (Vittorio André)
- 1959 : Les 39 Marches : McDougal (Jameson Clark)
- 1959 : Ceux de Cordura : un homme moustachu[Qui ?]
- 1959 : Un coup fumant : le directeur de la prison centrale de Madrid[Qui ?]
- 1960 : Les Sept Mercenaires : Hilario (Jorge Martínez de Hoyos)
- 1960 : Les Amours d'Hercule : le roi d'Oenée[Qui ?]
- 1960 : L'Inconnu de Las Vegas : Vince Massler (Buddy Lester)
- 1960 : Le Paradis des monte-en-l'air : le colonel Parkright (Thorley Walters)
- 1960 : Le Clown et l'Enfant : le colonel Sam Castle (Richard Eastham)
- 1960 : Un numéro du tonnerre : Lawrence Hastings (Fred Clark)
- 1960 : La Vénus au vison : Dr Tredman (George Voskovec)
- 1960 : L'Auberge du Cheval-Blanc : le chef des pompiers (Raoul Retzer)
- 1960 : Austerlitz : un fantassin de l'armée napoléonienne[Qui ?]
- 1960 : Un scandale à la cour : l'ambassadeur français[Qui ?]
- 1961 : Un pyjama pour deux : Dr Linus Tyler (Jack Kruschen)
- 1961 : Le Cid : le roi Ferdinand (Ralph Truman)
- 1961 : Le Cavalier noir : le président (Eric Pohlmann)
- 1961 : La Vengeance d'Ursus : le roi Zagros (Livio Lorenzon)
- 1961 : Volupté : Josh Kebner (Philip Ober)
- 1961 : Il a suffi d'une nuit : Oliver Dunning (Gale Gordon)
- 1961 : Ave Maria : le secrétaire d'Adolfo (Diego Hurtado)
- 1961 : Le troisième homme était une femme : le pasteur à la réunion législative (Ed Prentiss)
- 1961 : Le Cercle de feu : le shérif Tom Niles (Ron Myron)
- 1961 : Le Roi des imposteurs : le chirurgien commandant Winston (Wendell Holmes)
- 1962 : James Bond 007 contre Dr No : le commissaire Duff (William Foster-Davis)
- 1962 : Lawrence d'Arabie : le secrétaire du Mess des officiers (Jack Gwillim)
- 1962 : Cinq Semaines en ballon : Sir Henry Vining (Richard Haydn)
- 1962 : Taras Bulba : le prince Grigory (Guy Rolfe)
- 1962 : Seuls sont les indomptés : le shérif adjoint Gutierrez (George Kennedy)
- 1962 : Les Quatre Cavaliers de l'Apocalypse : Armand Dibier (Marcel Hillaire)
- 1962 : Quinze jours ailleurs : Lew Jordan (George Macready)
- 1962 : Jack le tueur de géants : le capitaine McFadden (Robert Gist)
- 1962 : Un direct au cœur : Otto Danzig (David Lewis) et l'entraîneur de Ramon Romero (George J. Lewis)
- 1962 : Allô, brigade spéciale : la voix du météorologue à la radio[Qui ?] et la voix au téléphone d'un responsable de la compagnie de Taxi[Qui ?]
- 1962 : L'Inquiétante Dame en noir : l'inspecteur Oliphant (Lionel Jeffries)
- 1962 : La Porte aux sept serrures : Sir John (Siegfried Schürenberg)
- 1962 : Les Femmes du général : le général Leo Fitzjohn (Peter Sellers)
- 1962 : Le Cheik rouge : le sultan Amar (Mel Welles)
- 1962 : Le Monstre aux yeux verts : le général Rossi (Consalvo Dell'Arti)
- 1963 : Le Guépard : le colonel Pallavicino (Ivo Garrani)
- 1963 : Le Vilain Américain : le sénateur Brenner (Judson Laire)
- 1963 : Trois filles à marier : Joseph « Joe » Fogel (William Bendix)
- 1963 : Le Grand Duc et l'Héritière : Priory (Laurence Hardy)
- 1963 : Goliath et l'Hercule noir : deux membres du conseil et un officier[Qui ?]
- 1963 : Les 3 épées de Zorro : le marquis de Santa Ana (John Mac Douglas)
- 1963[11] : Le Corbeau : Dr Scarabus (Boris Karloff)
- 1964 : Zoulou : le révérend Otto Witt (Jack Hawkins)
- 1964 : Pour une poignée de dollars : Martinez, le client de l'hôtel[Qui ?]
- 1964 : Quatre Garçons dans le vent : le passager du train (Richard Vernon)
- 1964 : Le Justicier du Minnesota : Jonathan Mullighan (Antonio Casas)
- 1964 : L'Amour en quatrième vitesse : l'annonceur du premier grand prix automobile de Las Vegas (Alan Fordney)
- 1964 : Les Cheyennes : Little Wolf (Ricardo Montalbán)
- 1964 : Hercule contre les Fils du soleil : le roi Huascar (José Riesgo)
- 1965 : Ipcress, danger immédiat : le major Dalby (Nigel Green)
- 1965 : Les Compagnons de la gloire : le lieutenant Buddy Hodges (Peter Breck)
- 1965 : Les Héros de Télémark : le professeur Sir Logan (Barry Jones)
- 1965 : Super 7 appelle le Sphinx : le « Professeur » (Mino Doro)
- 1965 : The Adventures of Gallegher : le lieutenant Fergus (Jack Warden)
- 1965 : Les Sables du Kalahari : Dr Bondrachai (Theodore Bikel)
- 1965 : Comment tuer votre femme : Harold Lampson (Eddie Mayehoff)
- 1966 : À belles dents : le capitaine Marcos[Qui ?]
- 1966 : Les Plaisirs de Pénélope : le directeur de la galerie de Park Lane (Iggie Wolfington)
- 1966 : Colorado : le barbier mexicain (José I. Zalde) et un homme de main du ranch (Romano Puppo)
- 1966 : Arabesque : le commerçant vendant des microscopes (Michael Bilton)
- 1966 : Comment voler un million de dollars : Charles Bonnet (Hugh Griffith)
- 1966 : Opération Marrakech : El Caïd (Terry-Thomas)
- 1966 : Paradis hawaïen : M. Cubberson (Grady Sutton)
- 1966 : Arizona Colt : Pedro, le barman du Saloon (Andrea Bosic)
- 1966 : Du sang dans la montagne : Getz (Dan Duryea)
- 1966 : Une rousse qui porte bonheur : le gitan (Henry Corden)
- 1966 : Coplan ouvre le feu à Mexico : Don Philippe[Qui ?]
- 1966 : La Rage de survivre : Fortunato (José Elias Moreno)
- 1966 : Rancho Bravo : Deke Simons (Jack Elam)
- 1966 : Arrivederci baby : un participant à la chasse à courre[Qui ?]
- 1966 : On a volé la Joconde : Gaspard (Gianrico Tedeschi)
- 1967 : Casino Royale : « M » McTarry (John Huston)
- 1967 : La Caravane de feu : le barman (Frank McGrath)
- 1967 : Hombre : Henry Mendez (Martin Balsam)
- 1967 : On ne vit que deux fois : Q (Desmond Llewelyn)
- 1967 : La Route de l'Ouest : le colonel Grant (Patric Knowles)
- 1967 : Violence à Jericho : Ryan (Richard O'Brien)
- 1967 : Le Dernier Face à face : le responsable de l'agence Pinkerton[Qui ?]
- 1967 : La Mort était au rendez-vous : le directeur de la prison (Claudio Ruffini)
- 1968 : La Bataille de San Sebastian : le vicaire général (Leon Askin)
- 1968 : Aujourd'hui ma peau, demain la tienne : un mexicain[Qui ?]
- 1968 : Saludos, hombre : Fernando Lopez (Calisto Calisti)
- 1968 : Les Hommes de Las Vegas : l'inspecteur-chef Morton (Georges Rigaud)
- 1968 : Roméo et Juliette : Frère Laurent (Milo O'Shea)
- 1968 : La Déesse des sables : Kassim (André Morell)
- 1968 : Police sur la ville : le directeur adjoint Earl Griffin (Lloyd Gough)
- 1968 : Pancho Villa : le président Francisco Madero (Alexander Knox)
- 1968 : Les Tueurs sont lâchés : Curt Valayan (John Gielgud)
- 1968 : Quand les aigles attaquent : le colonel Wyatt Turner (Patrick Wymark)
- 1968 : Saludos hombre : Fernando Lopez (Calisto Calisti)
- 1968 : Maldonne pour un espion : Henderson (John Bird)
- 1969 : Bob et Carole et Ted et Alice : Conrad (John Halloran)
- 1969 : Le Nouvel Amour de Coccinelle (Herbie Rides Again) de Robert Stevenson : le sergent s'occupant de la plainte de M. Wu[Qui ?]
- 1969 : La Bataille d'El Alamein : le général Claude Auchinleck[Qui ?]
- 1969 : Willie Boy : le shérif Frank Wilson (Charles McGraw)
- 1969 : Santo et le trésor de Dracula : Pr Van Roth (Fernando Mendoza)
- 1969 : Opération V2 : le chef d'escadrille Clyde Penrose (Dinsdale Landen)
- 1969 : Un Beatle au paradis : Sir Barry (David Hutcheson)
- 1969 : La Bataille de la Neretva : le général Morelli (Anthony Dawson)
- 1969 : Django le Bâtard : un citoyen de Dirty City assis dans le bureau du shérif[Qui ?]
- 1969 : Les pistoleros de l'Ave Maria : le vieil homme barbu de la prairie (Franco Gulà)
- 1969 : Prends l'oseille et tire-toi : M. A. Torgman[Qui ?]
- 1970 : Le Secret de la planète des singes : Dr Zaius (Maurice Evans)
- 1970 : La Dernière Grenade : le gouverneur (A.J. Brown) et le docteur Griffiths (Gerald Sim)
- 1970 : L'Évasion du capitaine Schlütter : le général Ben Kerr (Jack Watson)
- 1970 : Melinda : Burt Clews (Leon Ames)
- 1970 : Escapade à New York : Manuel Vargas (Carlos Montalbán)
- 1970 : La Chouette et le Pussycat : M. Weyderhaus (Jack Manning)
- 1971 : La Folie des grandeurs : Priego (Jaime de Mora y Aragón)
- 1971 : Les Proies : le second capitaine sudiste (Charles Briggs)
- 1971 : L'Apprentie sorcière : M. le Merlu (voix, 1er doublage)
- 1971 : Les Charognards : Ruger (Gene Hackman)
- 1971 : Le Messager : M. Maudsley (Michael Gough)
- 1971 : Orange Mécanique : Alexander (Patrick Magee)
- 1971 : Black Killer : le vieux Donovan[Qui ?] et l'agent fédéral assassiné par les O'Hara[Qui ?]
- 1971 : Et viva la révolution ! : le vieil aveugle (José Jaspe)
- 1971 : Captain Apache : le général mexicain (José Bódalo)
- 1971 : Femmes de médecins : Dr Deemster (Paul Marin)
- 1971 : Le Cinquième Commando : l'amiral (Ben Wright)
- 1971 : L'Organisation : Andre (Oscar Beregi, Jr.)
- 1972 : Blacula, le vampire noir : le commerçant en antiquités[Qui ?]
- 1972 : Société anonyme anti-crime : l'avocat-maître Armani (Corrado Gaipa)
- 1972 : La Clinique en folie : Dr Zerny (Harold Gould)
- 1973 : Vivre et laisser mourir : M (Bernard Lee)
- 1973 : Opération Dragon : Braithwaite (Geoffrey Weeks)
- 1973 : Papillon : le commandant à l'embarquement (Dalton Trumbo)
- 1973 : Mondwest : le Prince noir (Michael T. Mikler)
- 1974 : Tremblement de terre : Dr James Vance (Lloyd Nolan)
- 1974 : Seul le vent connaît la réponse : [Qui ?]
- 1974 : Attention, on va s'fâcher ! : le boss (John Sharp)
- 1974 : Les Durs : l'évêque (Luciano Salce)
- 1975 : Les Trois Jours du Condor : Wabash (John Houseman)
- 1975 : L'Évadé : J.V., le directeur de la prison (Emilio Fernández)
- 1976 : La Bataille de Midway : le vice-amiral Chuichi Nagumo (James Shigeta)
- 1976 : Rocky : Jergens (Thayer David)
- 1976 : Deux super-flics : le juge d'instruction appréhendé[Qui ?]
- 1976 : Network : Main basse sur la télévision : Sam Haywood (Roy Poole)
- 1976 : Cadavres exquis : l'archevêque (Carlo Tamberlani)
- 1976 : Embryo : John Forbes (Dick Winslow)
- 1977 : The Greatest : Cruikshank (David Huddleston)
- 1978 : La Grande Menace : le commissaire-divisionnaire adjoint (Harry Andrews) (1er doublage)
- 1978 : Le Seigneur des anneaux : le roi Theodon (Philip Stone)
- 1978 : Drôle d'embrouille : l'archevêque Thorncrest et son frère (Eugene Roche)
- 1978 : Mon nom est Bulldozer : Osvaldo (Luciano Bonanni)
- 1978 : Le Grand Sommeil : Norris (Harry Andrews)

#### Animation
- Alice au pays des merveilles (1951) : Dodo (2e doublage)
- Peter Pan (1953) : le capitaine Crochet (1er et 2e doublages) / Monsieur Darling (2e doublage)
- Tintin et le Temple du soleil (1969) : le commissaire péruvien
- Les Aristochats (1970) : Edgar
- Rikki-Tikki-Tavi (1975) : Nag / Chuchundra le rat
- Le Seigneur des anneaux (1978) : Théoden
- Le Paquet Qui Parle (1978) : H.H, le loup-garou
- Yuki, le combat des shoguns (ゆき, Yuki?) (film d'animation) (1981) : Gorimon / grand-père / grand-père d'Anna
- L'Appel de la forêt (荒野の叫び声 吠えろバック), film d'animation japonais réalisé par Koozo Morishita (1981) : le narrateur

### Télévision

#### Téléfilms
- Le Poney rouge (1973) : Grandpa (Jack Elam)
- Frankenstein: The True Story (1973) : Chef Constable (John Gielgud)

#### Séries télévisées
- Zorro (1957 - 1959) : le magistrat Carlos Galindo (Vinton Hayworth)
- Bonanza (1959-1972) : Eric « Hoss » Cartwright (Dan Blocker)
- Ma sorcière bien-aimée (1964 - 1972) : Albert Kravitz (George Tobias) - 1re voix
- Columbo (1971 - 2003) : voix diverses
- Jésus de Nazareth (1977) : Gaspard (Fernando Rey)
- Benny Hill (années 1980 sqq, en France) : l'une des deux voix de Bob Todd, un des 3 principaux "comparses" récurrents de Benny Hill, le plus grand des deux "chauves"...

#### Séries animées
- Les Sentinelles de l'air (1965-66) : Parker
- Les Fous du volant (1968-1970) : Max le Rouge
- Calimero (1re série, 1972-1975) : le père de Caliméro
- Goldorak (1975-1978) : le grand-père d'Uranus / le roi d'Euphor / Coscythe
- Grisù le petit dragon (1975-1976): lord Cedric
- Candy (1976-1978) : M. Durosier / le duc de Granchester / le professeur Léonard / le docteur Martin
- Albator, le corsaire de l'espace (1978) : le Premier ministre / le capitaine Tornéado
- La Bataille des planètes (1979) : le docteur Baxter
- Lucky Luke (1983-1984) : Cass Casey / voix additionnelles